# ルーンファクトリー オーシャンズ
『ルーンファクトリー オーシャンズ』（Rune Factory Oceans、英題：Rune Factory: Tides of Destiny）は、2011年2月24日に発売したコンピュータゲームソフト。ファンタジー世界で生活するシミュレーションゲーム『ルーンファクトリー』シリーズの第5作品で、PlayStation 3では唯一の、Wiiでは最後の作品である。キャッチコピーは「海と育む　恋と冒険の牧場生活」。

## 概要
村人との交流や恋愛、モンスターとのアクション戦闘などRPG要素を持った箱庭系シミュレーションゲーム。「牧場物語」の流れを汲みつつ、新たなシリーズとして展開されているルーンファクトリーシリーズの作品。Wiiでは『ルーンファクトリー フロンティア』に次いで2作目となる。本作のみプレイステーション3とWiiのマルチプラットフォームになっている。
本作の舞台は広大な海に浮かぶ孤島「フィーニス島」。沈んでいる島を引き上げることで冒険の舞台が広がって行く。また『ルーンファクトリー フロンティア』の世界から5年経っているという設定で、フロンティアのキャラクターも複数人登場している。
本作からは男女主人公制を採用しており、主人公の性別を選ぶ事が可能になった。但し、実際に選択できるのはエンディング後であり、メインストーリー中は従来通り男性主人公で固定。女性主人公は必要に応じて台詞を発する程度である。エンディング後のイベントを進める事で選択可能になり、男性主人公を選ぶとそれまで通りに、女性主人公を選ぶとそれまでのパラメーターや装備を全て引き継いで主人公を交代する事になる。この選択はやり直せない。

## 登場キャラクター

### 主人公
アゼル
声：沢城みゆき
本作の男性主人公。薄紫色の髪に緑色の目をした男の子。異世界に飛ばされた際に、ソニアの精神が同居した状態になってしまう。精霊魔法と呼ばれる植物を生長させる魔法の使い手。双剣を始めとする両手武器も得意とするが、本編以前は本人曰く「小さなモンスターを追い払うぐらいしかできなかった」らしい。割と男らしい、はっきりとした性格で熱くなることもしばしばあるが、幼馴染のソニアには頭が上がらない。気遣いはできる方であり、目上の人間にはちゃんと敬語で話す。米を使った料理が好きで、大好物は寿司。風邪薬が苦手。エンディング後の分離イベントでソニアをプレイアブルキャラに選ぶとヒーロー候補となる。女性の気持ちには鈍感で、見え見えの好意にも全く気付かないため、幼い頃からアゼルに好意を抱いているソニアを苛立たせる原因にもなっている。プレイアブルキャラに選ばなかった場合は、ソニアに受け渡す形で冒険で得た力を全て失ってしまうが、鍛錬は続けている。
実は、200年前の世界から召喚された人間。本来召喚されたのはソニアだけのはずなので、こちらに来たのは巻き込まれただけの可能性が高い。ネイティブジャイアントの妨害によって呼ばれた時よりも前の時間に落ちてしまっていた。仮面の男からは「竜の騎士」と呼ばれたが、何を指しているのかはゲーム内では語られていない。
ソニア
声：清水愛
本作の女性主人公。ピンクの髪に緑色の目をした女の子。アゼルの幼馴染で、彼の事をちゃん付けで呼ぶ。異世界に飛ばされた際に肉体を失い、アゼルの体に精神が入り込んでしまう。五感はアゼルと共有しており、声を発する事もできるので周りの人々とは一応コミュニケーションをとることはできる（ただし初めて話した相手は突然何処かから聞こえてくる声に戸惑うことが多い）。また、アゼルの意思関係なく彼の身体を思い通りに動かすことが出来る。家事が得意。好物はお菓子全般で、特にフルーツタルト。ワカメが苦手。自分の身体が行方不明という状況にもかかわらず、明るく笑顔を絶やさず、アゼルの心の支えとなっている。子供の頃からアゼルに好意を抱いているが、当の本人には「妹みたいなもの」と思われている。エンディング後の分離イベントでアゼルをプレイアブルキャラに選ぶとヒロイン候補となる。
実は、舞台となる世界の200年前から召喚された竜の巫女の末裔であり、風の竜の巫女。物語終盤にネイティブジャイアントを封印するべく召喚されるが、その際にネイティブジャイアントの妨害に遭い、召喚された時点より少し過去の時間軸（物語開始時）に落ちた上に、ネイティブジャイアントに身体を奪われてしまう。行き場のなくなった精神はアゼルの身体に憑依するが、なぜそうなってしまったのかは不明。身体が元に戻った後も、自分の世界にもどらず、ここで暮らすことを決めたため、その間の200年にかけて風の竜の巫女の血筋が一時的に途絶えることとなった。
アゼルによってネイティブジャイアントが倒された後は人々との絆によって発動する精霊歌（前作でエリスを統合したものを応用し、逆に分離させるもの）によって元の身体に戻る。彼女自身は元々、モンスターと戦ったり精霊魔法を駆使できていた訳ではないが、アゼルが冒険で得た力を全て受け継ぐ事によってそれまでのアゼルと同じように冒険が出来るようになる。受け継がなかった（プレイアブルキャラに選ばなかった）場合は得意の家事を活かして宿屋で働いている事が多い。

### ヒロイン候補
本作でも特定のキャラクターと恋愛関係になることができる。但し、本格的に恋愛関係になるには主人公分離後である必要があり、それまでは一定以上は仲良し度が上がらないようになっている。ヒロイン候補とは本作では、分離後も引き続きアゼルを操作キャラに選んだ場合に恋人になれるキャラの事。
リリ
声：井上喜久子
宿屋兼酒場の「シスターズ」を切り盛りする三人姉妹の長女で土の竜の巫女。亜麻色のウェーブがかった髪をした少女。おっとりした性格ながらかなりのドジっ子で、歩いている時に何もないところでもよく転ぶ。特に料理は大の苦手でキッチンに立つだけで妹たちが飛んで制止に来るほど。本人もそれを自覚していてなんとか料理の腕を上げようと努力している。寝ている時に抱きつき癖がある。職業は吟遊詩人で、イメージイラストではリュートを手にしており、夜になると酒場で弾き語りを行っている。好物はイチゴ以外のフルーツで、それらを合わせたフルーツパフェが大好物。しかし焼きリンゴは嫌い。
オデット
声：浅野真澄
シスターズ三人姉妹の次女で火の竜の巫女。パープルの髪をポニーテールに結んだ少女。右目の下と右腕に大きな傷があるが、光の加減によらないと気付かないらしい。なお、この傷は料理道具への不注意で負ったもので、リリが隠れて料理しようとすると止めるのはこの過去によるものもある。姉とは反対に勝気な性格で、スーパーシェフと呼ばれるほど得意な料理を筆頭に家事は何でもこなすが、日々の研究もかかさない努力家。フィーニス島に召喚されたアゼルとソニアを最初に見つけ、宿の離れに住むように薦めた。好物はサラダや漬物等で、ラタトゥユが大好物。嘘か本当か唯一捌けない魚と言う理由で、古代魚の骨が苦手（そもそも骨であって魚ではないと自分でツッコミを入れている）。
アイリス
声：花澤香菜
シスターズ三人姉妹の三女で水の竜の巫女。亜麻色の髪をした少女。島では唯一のナースで、真面目な性格から住人には頼りにされている。アゼルに一目ぼれをするが、照れ屋のためアゼルの前では言いたいことがなかなか言えない。花好きであり、特に金剛花が好きである。ゲーム中では金剛花の他に、色付きの草も好む。虫が苦手な為、虫の皮を嫌う。
エレクトラ・ハッタイン・ヴィヴィアージュ
声：丹下桜
富豪で名高いヴィヴィアージュ家の令嬢であるが、ハッタインは没落しており、他の家のように贅沢は出来ない。しかし、元々掃除好きであった彼女は苦にするようでもなくむしろ楽しそうな日々を送っている。苦しい家計を助けるために雑貨屋・病院・宿屋のアルバイトも掛け持ちし、アクセサリーを自作して売っている苦労人。ちなみに彼女が制作したアクセサリーは島外でも評判が良い。また島の代表の仕事も母に代わって行っている。好物は涙のしずく、他アクセサリーの素材全般だが、宝石は嫌い。
セーラ
声：水沢史絵
雑貨屋を経営する双子の姉。見た目通り活発で、遊ぶのが大好き。逆に働くのは大嫌いで、店番の時もよく店を抜け出して遊び回っている。誰とでも分け隔てなく接することの出来る性格のため、友人も多い。おとなしげなイメージがあるということで、自分の名前があまり好きではない。アクセサリー全般が好きで、太陽のペンダントを最も好む。サラダが嫌い。
エレナ
声：伊藤かな恵
鍛冶屋を営むゴーレム職人。ゴーレム作りに没頭しており、独学で学んだというゴーレム作りも相当な物で、自分で作ったゴーレムに鍛冶屋の店番を任せられる程。アゼルとソニアのゴーレム、ユミルのメンテナンスも行っているが、ユミルに対し異常なまでの執着心を見せており、何かにつけて｢分解させろ｣、と迫ってくる。本人としては機械型ゴーレムが専門らしいが一応。また、指定された材料を持っていくことで、ユミルの頭部をカスタマイズしてくれる。少々口が悪く、主人公に対してぶっきらぼうな態度で接する。自分の名前を気に入っているという理由で、一人称はエレナである。生活はかなり不規則で夜型、昼頃寝て夜起きる生活を送っている。作業に使う為、小さな結晶や鉱石全般をあげると喜ぶ。ミルクを嫌う。
命（みこと）
声：小林ゆう
島の平和を守っている武人。恐ろしく剣の腕前がたつが、本人は出来れば一生剣を抜く事がなければいい、と考えている。その実力はイベントの内容だが終盤のアゼルすら凌駕する。本人は剣の修行のためにこの島に来たと言っているが、それ以外の理由もあるらしい。島の住人のほとんどは、彼女のことを男性だと思っている。好物は天丼、焼き魚全般。刃物の欠片を好まない。
実は女性であり、本当の名前は「美琴」という（読みは同じ）。東の国で跡取りとして育てられたものの弟が生まれたことで継承権を失い、居心地の悪さもあって旅に出た。特に故郷には未練はなく、フィーニス島での生活に満足している。男性と思われている間は海水浴をせず、水着にもならない。ちなみにソニアをプレイアブルキャラに選ぶと、彼女が女性であることは明かされない。本名を明かした後は「男としての自分と決別する」ために髷を切り散切り頭にする。そのことについて発売後のインタビューではしもとは髪を切るかどうかはプレイヤーの自由にしても良かったかもしれない、と語っている。
雑誌やルーンまるかじりビジュアルブックでは「男性だと思われている」設定からか「ヒロイン候補」と記載されていないが、なぜか公式ホームページでは「ヒロイン候補」と発表時から記載されていた。
メルプリン
声：広橋涼
普段は冷たい態度を取ることも多いが、没落したヴィヴィアージュ家へ最後まで残っている。裏庭の管理を任されており、花を育てるのが得意。目下の悩みは主人であるはずのエレクトラが自分の仕事を取ってしまってヒマなこと。メイドとして働くことにプライドを持っているため、メイドの仕事ができないのは相当不満がたまっているようである(ただしエレクトラと違いメイドの仕事が好きというわけではない)。現在、メルプリンに一任されている仕事は公共の風呂掃除のみ。ヒマな時間は読書をしている。好物はポンポン草、花全般。ホウレン草が苦手。
パンドラ
声：田村ゆかり
世界征服をもくろむ自称・悪の魔王。正確には、魔王の娘。400年前、石化魔法を唱えた際失敗、自らを石化してしまいその後の400年を過ごしていた。石化してしまった際に魔力の大半を失っており、実際に世界征服が出来るだけの力は現在残っていない。しかし魔王としてのプライドは未だに一人前で、アゼルやソニア、キルト・ニット姉弟を手下扱いし、常に世界征服のための作戦を考えているが、やることは散歩やらかわいいモノ集めやらである。モコモコやフェアリーなどのかわいらしいものが好きで、アゼルに依頼の体裁で連れてこさせたりする。普段は教会の一室を借りているが、度々家賃滞納してはグレーに睨まれている。好物はルーンの結晶、宝石全般。ロザリオを嫌う。
本人も知らない所で、パンドラが恋愛感情に目覚めると彼女の意識をジャックできるという細工が父親によって仕掛けられている。

### ヒーロー候補
メインストーリー終了後にイベントを発生させることで、ソニアを操作キャラに選択することで男性キャラクターと恋愛関係になることもできる。恋愛対象となる男性を本作では「ヒーロー候補」と呼んでいる。
ジェームス
声：吉野裕行
他の島の住人と交易をしている商人の青年。商人としてはあまり優秀ではないらしく、赤字経営が続いており、妹であるエレナに家計を支えてもらっているが、本人はあまり気にしていない。普段は冷静な口ぶりだが、妹のことになると口数が多くなる。あまりにもありふれた名前のため、他人と間違えられたり覚えてもらえなかったりするため、もう少し変わった名前が良かった、と思っている。好物はプリン類、ケーキ類などのお菓子で、チョコプリンが一番好き。キノコが嫌い。
ジョー
声：小西克幸
海で財宝を探すトレジャーハンター。明るい性格で兄貴肌。悪ガキでノゾキや寝起きドッキリなどを発案したりと、楽しいことが大好きで、他人の迷惑はあまり顧みない。好物はザ・プロテイン、回復ドリンクと言った冒険に役立つもの。キュウリが苦手。小屋の前でたまたま出会ったソニア（の幻影）に一目惚れしてしまう。アゼルに紹介を頼むが、それがソニアだと知らず、かつ外見的特徴を伝えないので延々遠回りする羽目になる。
ビスマルク
声：速水秀之
雑貨屋を営む双子の弟。基本的に真面目な青年だが、仕事の時以外ではまともに他人と話すことができない。本人はそのことを気にしており、何とか直そうと考えている。また、そんな自分とイメージのかみ合わない自身の名前もあまり好きではない。のちに、荒療治によりある程度は喋れるようになる。セーラとは逆に商売の才能はあるようで、雑貨屋の経営自体は順調に進んでいるが、真面目に仕事をしない姉に悩まされている。大好物はシーフードピザで、フライドポテトやポップコーンなども好む。昆虫のアゴが苦手。

### 町の住人
ボナパルト・ハッタイン・ヴィヴィアージュ
声：藤本たかひろ
ヴィヴィアージュ家の当主で島の代表。エレクトラの母親。冒険好きだが、自分の船も売ってしまうほどの貧乏で、もっぱらの日課は裏庭で財宝が出ないか掘り返すこと。
実は貧乏なのはかつてとある貴族がこの島を買い取ってリゾート化しようとしたのを嫌って買い戻したためであり、すなわちフィーニス島そのものの地主である。このことは娘のエレクトラにも内緒にしており、貧乏生活を強いている負い目もあってか、『浪費のために貧乏になった』と思われていることを承知で黙っている。（事情を知るグレー曰く、『冒険好きのボナパルトが船を売ってまで浪費するなどあり得ない』とのこと）その心意気に感動した人々がたびたび寄付や支援を申し出ているが、自分が勝手にしていることだから、という理由で全て断っている。料理全般が好きだが、一番好きなのは魔力の結晶。にかわが嫌い。
キルト
声：藤田咲
教会に暮らす姉弟の姉。孤児だったところを神父であるグレーに助けられ、島にやってきた。明るく元気な女の子で、外で遊ぶことが大好きなため、いつも小さな生傷が絶えない。本人は弟の面倒をよく見ているつもりだが、弟からは恐怖そのものに見られている。麺類やカレーが好きで、究極のカレーを最も好む（性能的には至高のカレーの方が上だが、こちらは普通の好物扱い）。ニンジンが嫌い。
ニット
声：水沢史絵
教会に暮らす姉弟の弟。活発的な姉とは逆に家の中で読書をするのが好き。しかし毎日のように姉に引っ張り出されてヘトヘトになっているが、そのおかげか病気がちだった体質も直りつつある。いつも一緒にいるアイリスにほのかな想いを抱いている。ニットという名前は「女の子みたい」と嫌っている。おもちゃが好きで、マジックリングを最も好む。ピーマンが嫌い。
グレー
声：山中真尋
教会の神父。身体は男だが、心はれっきとした乙女。見た目とは裏腹にキルト・ニット姉弟を育てるなど誠実な人物で、島の人々からの信頼も厚い。しかし自分の過去は一切他人には明かしていない。ジュースが好きで、大好物はミックス・オレ。青汁が嫌い。
実はかつて『銀眼の鬼神』と呼ばれるほどの軍人であったが、ある時自身の在り様に迷い、自分が参加した戦いに巻き込まれたキルトとニットを連れて逃亡、フィーニス島に流れ着いた。（ちなみに軍は彼を逃亡者として追わず、休職中という形にしている。）それから神父として働いているがかつての実力は健在であり、アゼルよりも強い命をさらに上回り、魔王の一族であるパンドラにまで恐れられている。
バッカス
声：宮崎寛務
元冒険者のじいさんでジョーの祖父。大の酒好きで、毎日のように酒場に入り浸っているが、酒にはめっぽう弱く、毎日早い時間に酔い潰れている。現役を引退した今でも腕は全く衰えておらず、それ故にかジョーを半人前扱いしている。冒険者になるは海賊であったが、義賊を自称しており、軍の船か商船のみを襲っていた。その時のメンバーは今も健在らしい。現在の住居は当時の海賊船を修復したもの。釣りが趣味。リリのファンであり、勝手にファンクラブを結成してはアゼルとソニアをメンバーに加える。好物は酒の肴になる焼き紅葉、めざし、漬物類で、甘いものが嫌い。
ユミル（名前変更可）
プラントゴーレムと呼ばれるモンスターであり、普段は種の姿で植えてくれたものに服従する性質を持つ。しかし、そのサイズは非常識なまでに巨大であり、海も難なく渡れるほど。また、コアと呼ばれるアイテムを使用することで深い所も移動できるようになったりする。内部にはモンスター小屋があり、そこから牧場となる島へ続くゲートも存在する。巨大なのはフィーニス島に封印されていたネイティブジャイアントの影響らしく、ネイティブジャイアントからの干渉を受け、動かなくなったこともある。
最終決戦ではネイティブジャイアントと相打ちになり、崩れ去る。その後は欠片となってフィーニス島のあちこちに散らばっていた所を住民達に拾われ、それを元にエレナによって修理される。
グラニドエール
ストーリー序盤で竜のほこらに住んでいるディセントドラゴン。雌。人間と直接会話できないので意思疎通はオデットを介して行う。中盤のイベントで卵を産み残してはじまりの森に帰るため、しばらく竜のほこらが利用できなくなる。
ファゴート（名前変更可）
グラニドエールが産んだ卵から孵った若いディセントドラゴン。性別は不明だが一人称は「僕」を使う。孵化する前に既に意識とある程度の知識を持っていたようで、ネイティブジャイアントに関する情報も知っていた。また親と違って人語が話せるらしく、孵化する前に精神感応能力をつかってオデットの体に乗り移り主人公らと会話していた他、孵化した後は直接住民と対話している。ネイティブジャイアント封印後は母と同じく竜のほこらで役割を果たすようになる。

### 島外の人々
ジャスリン
声：斎藤楓子
週に2回島にやってくる考古学者。珍しいものが海で見つかるという話を聞いて、それを見せてもらいに島に通っている。アイテムを鑑定してくれる人。実は人妻で二児の母。普段は妻として幸せに暮らしているが、好奇心を抑えられずに無理を言って週に木曜と祝日の2日だけ来させてもらっている（祭りの日は曜日に関係無く訪れる）。母性本能が強いのか、ニットとキルトのこともまるで母親のような感覚で接している。知的好奇心からか椅子、絵画、陶器などを好み（拾ったものか作ったものかは問わない）、黄金ドクロで最も喜ぶ。トマトが苦手。
フィーニス島周辺の島が沈んでいることについて、かつて浮いていたがルーンの力を失って沈んでしまったという仮説を立てており、その検証のための調査依頼を出してくる。
仮面の男
声：斎藤楓子
主人公達の行く手に度々現れては立ちふさがる謎の人物で、かつてネイティブドラゴンに敗北して封印されたネイティブジャイアントを復活させるためにダークフュージョンを僕にして行動している。ローブと仮面を纏っており、正体はおろか性別も不明だが、佇まいや口調から便宜上「仮面の男」と呼ばれる。
その実態はソニアの肉体にネイティブジャイアント自身の精神が憑依したもの。ソニアが召喚された際にその肉体を奪い、新たな依代とした。身体はソニアである為、正確には「仮面の女」である。最終決戦ではローブを脱ぎ捨て、禍々しい剣を手に襲いかかってくる。戦闘中に仮面も外れるが、表記名は最後まで「仮面の男」のままである。
神殿の封印を解放し、自身の本来の姿であるネイティブジャイアントを復活させた。その身体がユミルに破壊されても、ソニアの竜の巫女としての素質を利用して彼女の肉体に本体を移し、ソニアの体のままネイティブジャイアントを名乗る。当初こそその魔力でアゼルを圧倒するが、仲間達の想いを受けて立ち上がったアゼルに敗北し、ソニアの身体を残して消滅した。散り際に謎の言葉を残すものの、その意味は劇中では語られない。
ネイティブジャイアント
かつて四体のネイティブドラゴンと世界を巡って戦った伝説の巨人。7日7晩の戦いの末に敗れ、現在のフィーニス島のある地点に封印された。この戦いで世界は滅び、それをネイティブドラゴンが創世したのが現在の世界であると伝説では語られている。その姿はユミルを禍々しくしたようなもの。
ネイティブドラゴンへの復讐と、現在の世界を破壊して新世界の神となる事を渇望している。封印を守護するディセントドラゴンの代替わりの時期を見計らい、丁度奪ったソニアの肉体を利用して封印を破壊する為に行動を始める。最後はユミルと相討ちとなり、崩壊。しかし本体（精神体）は既にソニアの身体に移っていた為、敗北を物ともせず襲い掛かってくる。本体が敗れた後は、四つの精霊殿に再び封印を施され、完全に封印される。水、火、地の精霊殿は三姉妹に頼んで最終決戦前に封印可能であり、封印数が多い程ネイティブジャイアントを弱体化させられる。風の精霊殿は巫女であるソニアが不在だった為、エンディング後に封印された。
ゴブリン隊長
声：かぬか光明
自称新進気鋭の海賊団、ゴブリン海賊団の隊長。実力はないが、フィーニス島および周辺諸島のことを愛しているらしく、手下からは慕われている。とある誤解からアゼルを悪党と判断して邪魔をしようとするが、最終的に和解。アゼルに名前をもらい、新しい人生を送ると決め、海賊団を解散した。最終決戦ではソニアやヒロイン候補、ヒーロー候補達と共にアゼルに力を与えた。『ルーンファクトリー3』に出てくる『有角人の集落』の出身。
アネット
声：阿澄佳奈
『ルーンファクトリー フロンティア』からのゲストキャラクター。いつも元気よく郵便配達をしている女の子。小さい体に大きな郵便カバンがトレードマーク。フィーニス島で郵便のサービスが始まると月に一度のペースで、荷物の受け渡しのために島を訪れる。
タバサ
声：佐藤朱
『ルーンファクトリー』･『ルーンファクトリー フロンティア』からのゲストキャラクター。慈愛に満ちたやさしい表情をしており、他のヴィヴィアージュ家でメイドをしている。エレクトラにアクセサリーの発注を頼むために島を訪れる。
キャンディ
声：今野宏美
『ルーンファクトリー フロンティア』からのゲストキャラクター。ノーラッド王国の国立魔法アカデミーでルーンと精霊の勉強に励んでおり、島にあるスピリットの調査のためにこの島を訪れる。素直な性格で、歌で精霊と心を通い合わせることができる、という珍しい才能を持つ。

## 新要素

### 巨人に乗って冒険
ソニアが部屋を探索中に見つけたゴーレム草の種から産まれた巨大ゴーレム「ユミル」に乗り、海上を探索することが出来る。「海面たたき」を使うことで、海底に沈んでいる新しい島やダンジョンを発見し、主人公の活動範囲を広げる。
イベントの肝である島や栽培可能な島以外は島から出た後に沈んでしまう。これらは「名も無き島」などと表記される。
海上では巨大モンスターを遭遇することがある。この戦闘ではユミルを操作し、ガードとパンチを駆使して戦う。敵は残りHPが僅かになると気絶し、演出付きでとどめを刺せるフィニッシュ技が発動可能になる。

## システム

### 農作
農作システムの変化
- 従来の牧場物語シリーズおよびルーンファクトリーシリーズでは、耕した畑に種をまいて農作をするシステムだったが、今作では巨人を使って引き上げた島で「精霊魔法」という魔法を使って元から埋まっている植物の種に芽を出させ、その後の世話は仲間モンスターに一任させるという方法をとっている。そのため、基本的に畑は放置され、収穫時にのみ歩き回ることが多い。
- 何が育つのかは世話をするモンスターごとに決まっており、モンスターとの好感度により育つ作物に変化が起きる。また、スピリットを集めて島に解放することで島の活性率が上昇していき、徐々に耕せる場所が増えていく。活性率が100%になると島の全域が解放され、全ての耕作地に作物を植えられるようになるが、活性率は100%を越えて上昇させ続けることができ、その場合、活性率に応じて作物の収穫が早まるなどのメリットが発生する。100％を超えた分は１日に５％ずつ低下してゆき、最終的には100％に戻る。
- なお、鉱石類は冬の島で育てることになる。
- 代わりに街中では一切栽培ができなくなっており、また芽吹きやすさなどに差異は出るものの鉱石を除く全ての作物は季節に関係なく栽培することができるようになったため、ゲーム中における季節の重要度は低くなっている。また農作システムの変化に合わせて、クワ・じょうろといった農具も不要となり、廃止された。

スピリット
ルーニーとはまた違うルーンの結晶。特定の場所に集まっており、4つの属性を持つ。石化した島を元に戻したり耕作地を広げるために使われるほか、武器の材料にもなる。それぞれ対応した島に解き放つことでより早く復活させることができる。
仲間モンスター
- 前作までは1体しか連れ歩くことが出来なかったモンスターを今作では3体まで連れ歩くことが出来るようになった。

### 戦闘
居合い刀の登場と片手剣・盾の廃止
- 今作では新武器カテゴリーとして居合い刀が登場した。それに代わりシリーズを通して登場していた片手剣と盾が廃止された。

モンスターゲート
- 今作ではモンスターゲートを破壊することで、ダンジョンの奥に進めるようになったり閉じ込められた部屋から脱出出来るという仕掛けが存在する。
- 激しく光る白いゲートは近付くだけではモンスターが出現しないが、破壊すると通常よりも段違いに強いモンスターが出現する。一部を除き、外見は既存のモンスターと同じなので、うかつに近付くと一瞬で倒されかねない。

### 合成
- 前作までは自宅を増築した上で専用の器具を購入しなければ合成をすることはできなかったが、今作では一定の制限があるものの、序盤から大工を除く各種合成を町で行うことができる。
- 今作の合成カテゴリーは、通常の鍛冶・装飾・調理・調合の他に、家具を作成する大工が追加された。
- 素材となるアイテムは保管箱に入ってさえいれば鞄で所持している必要はなく、そのまま合成することができる。

### 町
シリーズおなじみの鍛冶屋、雑貨屋、宿屋、温泉といった施設に加え、木曜日と祝祭日限定で教会前の広場でバザーが開催される。

### その他
- アネットら『ルーンファクトリー フロンティア』からのゲストキャラクターと会話した日は、一部のBGMが『ルーンファクトリー フロンティア』のものになる。また、酒場でリリに歌を依頼すると、一定確率で『ルーンファクトリー フロンティア』のBGMを聴くことができる。

## 予約特典
ルーンまるかじりビジュアルブック
イラストなどの設定資料が収録されている。
ドラマCD
ルーンまるかじりビジュアルブックに同梱されているドラマCD。
アゼル・うづき（第1話のみ）役 沢城みゆき、ソニア役 清水愛、リリ役 井上喜久子、オデット役 浅野真澄、アイリス役花澤香菜の他に、ミスト（第1話）・謎の女神（第3話）役で小清水亜美が出演している。

## 主題歌
本作は主人公が二人居る事に伴い、主題歌とオープニングムービーも二種類用意されている。
主題歌1 - 届きますように
作詞、作曲、歌：CHI-KA
アニメーションはアゼルをメインに、加えてソニアを含むヒロイン候補達が映る形となっている。
主題歌2 - Waratte
作詞、作曲、歌：CHI-KA
こちらのアニメはソニアがメインであり、アゼルを含むヒーロー候補達も映る。

## 主なスタッフ
- はしもとよしふみ 原作・プロデューサー
- 宮田正英 シリーズディレクター
- 池田佳正 ディレクター
- 岩崎美奈子 キャラクターデザイン

## コミカライズ
ニンテンドードリーム 1月号（2010年11月21日発売）より、川添真理子による1ページカラー漫画を連載開始（4月号は2ページ）。